# (38454) Boroson
38454 Boroson es un asteroide del cinturón de asteroides descubierto el 2 de octubre de 1999, por C. W. Juels en Fountain Hills.